# Aesthetic Death Records
Aesthetic Death Records est un label discographique britannique, basé à Bricklehampton, Worcestershire, en Angleterre.

## Histoire
Le label est fondé dans le Worcestershire en 1992 en tant que distributeur. Depuis 1994, le label édite des groupes de metal extrême et de doom, avec des tirages allant de 200 à 3 000 unités. Au cours des premières années, seuls quelques albums isolés sont publiés. Les premiers produits propres du label ont été des publications des groupes Esoteric et Fleurety. Le musicien d'Esoteric Greg Chandler a également participé à de nombreuses publications du label en tant qu'ingénieur du son et a masterisé plusieurs albums publiés par le label. De même, des projets secondaires de musiciens d'Esoteric, comme Lysergene de Gordon Bicknell et Dead Beat Project d'Olivier Goyet, sont sortis via Aesthetic Death,.
À partir de la seconde moitié des années 2000, Gregg intensifie l'activité d'Aesthetic Death en tant que label. Avec les sorties qui ont lieu depuis, le label acquiert une réputation positive auprès des adeptes du doom metal extrême. Les publications de Goatpsalm et de Black Depths Grey Waves, qui relèvent plutôt du post-industriel, en particulier du death industrial, n'ont en revanche pas convaincu les critiques de la presse metal et sont même parfois jugées incompréhensibles et dévalorisantes,.

## Philosophie
Dès le début, Gregg gère seul le label. Il reconnait qu'il avait une préférence pour la musique « slow, heavy » et « dark ». Il recherche de la musique sombre, introvertie, sérieuse et réfléchie. Il ne choisit pas les groupes qu'il édite en fonction de leur notoriété ou de possibilités de vente optionnelles, mais par affinité personnelle. « Chaque publication en dit long sur mes émotions à un moment donné. Elle reflète mes émotions et le type de musique qui m'a aidé à exister à l'époque. Seule la musique qui me satisfait m'intéresse », explique-t-il. Dans ce contexte, Gregg considère la relation d'Aesthetic Death avec les groupes sous contrat comme familiale. La perception de la presse musicale ainsi que les déclarations des musiciens et des groupes font également référence à l'engagement personnel de l'exploitant du label.